# 王天眷 (清朝)
王天眷（生卒年不詳）。山東濟寧州人，清初官員。

## 生平
崇禎十二年，鄉試中舉。清順治三年（1646年）中式丙戌科二甲進士，此爲清朝首次開科。官至工部左侍郎。